# Museu Municipal de Coruche
O Museu Municipal de Coruche é um museu situado em pleno centro histórico da vila de Coruche, em Portugal. Inaugurado em 2001.
Integra a Rede Portuguesa de Museus, tendo um percurso de reconhecido mérito, pelo Instituto dos Museus e da Conservação (IMC), pela Associação Portuguesa de Museologia (APOM), entre outras. 
Em 2009 inaugurou o primeiro núcleo museológico, a Escola-Museu Salgueiro Maia, em S. Torcato e em 2010, abriu as portas do Núcleo Tauromáquico de Coruche.